# Forsbacka syd
Forsbacka syd är en bebyggelse i Norrala socken i Söderhamns kommun, Gävleborgs län. Vid avgränsningen 2023 klassades denna som en separat småort från att tidigare klassats som en del av småorten Forsbacka.